# 彥摩呂
彥摩呂（日语：／ Hikomaro，1966年9月15日—），日本男藝人、美食記者。太田Production所屬。出身於大阪府東大阪市。在偶像團體「幕末塾」工作後，轉行成為藝人。被稱為知名美食記者。身高168cm。A型血。

## 經歷、人物

### 成長時期
彥摩呂出生於東大阪市，在大阪府大東市長大。雖然他出身於當地地主名門望族，甚至還出過市議員，但由於父母離婚，他在貧困的單親家庭中長大。母親白天在超市工作，晚上在餐廳工作來養家。彥摩呂在外面表現得很開朗，但回到家卻只剩下一個人，感到孤獨。高中時期開始，他就作為模特兒活躍，從此花學院高等學校畢業後，曾在超市短暫工作。

### 偶像時期
在擔任模特兒後，他在1988年被選為男性偶像團體「幕末塾」的成員。幕松塾以「日本男兒」、「日本人」、「志士」為概念，成員們的藝名（幕末塾學生名）也是真實姓名的一部分排列而成。而「彥摩呂」則是根據其真實姓名中的一個角色來命名的藝名。作為太田Production誕生的首個男子偶像團體大張旗鼓地出道，雖然有機會以太田Production的藝人上節目，但並沒有大受歡迎。再加上薪水低，交完房租，手上剩下的錢就花光了。

### 美食記者
起初，彥摩呂專注於表演，但當他與經紀公司商議如何利用自己的性格擴大活動範圍時，他被任命為山田邦子主持情報節目《山田邦子的旅行俱樂部》的記者。之後，他就成為了節目裡的常客。由此催生了旅遊節目溫泉報導、名人豪宅參觀、美食報導等活動。
從事記者工作大約10年後，當彥摩呂在北海道市場的報道中介紹海鮮蓋飯時，新鮮的海鮮看起來閃閃發光，他不假思索地脫口而出「哇，這是大海的珠寶盒！」，這是後來成為標準的許多著名短語中的第一個。這次外景拍攝後，他開始積極使用諸如之類的比喻性表達方式，開始讓自己的美食報導變得獨一無二。
除了之外，「哇。你看～」和「寶石箱呀～」是他發明的陳腔濫調，並成為撰寫美食報導時的標語。有時他會借用「IT革命的味道呀～」這個短語，這是土田晃之在U-turn時期上《全明星爆笑模仿王座紅白歌合戰!!》發明的。
彥摩呂很高興能夠繼續從事美食相關工作，但由於體重增加，他在幕末塾時苗條模特兒身材（身高172cm，體重55kg）的模樣已經蕩然無存，變得更肥胖了。2006年，他在日本電視台《Miracle☆Shape》的節食計劃裡，大約一個月的時間成功減掉了5公斤。然而，在企劃結束後卻逐漸反彈（溜溜球效應），幾個月之內，他的體型超越了原來的身材。當他出現在ABC電視台《搞笑金牌》上時，演唱了一首模仿「鋸齒心的搖籃曲」的歌曲「代謝搖籃曲」，並用「我胖了20公斤（從偶像開始）」和「我真的吃不了那麼多」等自嘲的歌詞來唱出自己的現狀。
在2010年1月4日自己的部落格文章裡，他報告稱自己已經達到100公斤大關。之後他嘗試減肥，但體重不斷增加又減少。2019年10月他報告稱，兩年內體重已經從135公斤減至113公斤。
在參加《改變人生的一分鐘深刻佳話》的「美好品味SP」時，彥摩呂利用單元的目的說道「從現在開始，評價將由觀眾主導而不是由店家主導」。正如他所說的，同時也是該項目策劃者島田紳助也嚴厲而尖銳地稱讚彥摩呂說「當我們再次做這個項目時，請再來吧」。而第二次活動真正舉辦的時候，彥摩呂也被邀請了。不過，他曾兩次作為主持人參加同樣由島田紳助主持的特別節目，但兩次都沒有任何成績。
另一方面，來自媒體專家衣輪晋一的分析稱，自從彥摩呂發布美食報導秘訣後，即使是第一次做美食報導的人現在也能寫出高度完整的美食報導，因此全職美食記者的數量減少了。

### 逸事
彥摩呂曾出現在生島博主持的《QUIZ TIMESHOCK》節目上（1990年1月男女比賽）。然而，當問到第一個問題「桃之節句是幾月幾日？」時，他回答「5月5日」，引起了觀眾的一片嘩然，而下一個問題「那麼5月5日是什麼節日？」，他回答「兒童之日」，這一次觀眾笑了。此外，當被問到「哪一個會發出聲音，貼紙還是爆竹？」時，他回答「貼紙」，並最終因為正確回答了4個問題而贏得了10,000日圓。
2006年8月25日，彥摩呂在TBS系列的《週五SP！ 史上最強！好醫生6!! 關於所有名人壽命的重大公告SP》裡被診斷出「只剩下4年壽命」。發現7個大大小小的大腸息肉（良性），並進行了手術切除。
2008年1月16日，他因睡過頭而在和節目中遲到，並在節目中穿著休閒服和戴著眼鏡出現。
曾經是個煙槍，每天吸兩包煙，但後來戒掉了。由於擔任美食記者的工作，本身體重增加了5公斤。然而，他在2008年2月2日靜岡放送播出的《愉快！痛快！阿藤快》被阿藤快說「他又開始抽煙了」。
從幕末塾剛出道期間，他的薪水很低，被迫生活在赤貧之中。為了充飢，曾經偷偷從附近的田地借地瓜。儘管心裡有些遺憾，但30多年過去了，他仍然忘不了那天地瓜的味道。

## 演出

### 電影
- 五個光頭的少年（日语：ファンシイダンス）（1989年12月23日公開，大映）
- 押忍!! 空手部（日语：押忍!!空手部）（1990年3月17日公開，松竹）—飾 齋藤
- （1994年）—主演：飾 薰[注 6]
- 白鳥麗子是也！ (1995年版)（1995年8月19日公開，東寶）—飾 高田多根夫
- 難波金融傳 南海的帝王 劇場版 PART15 「商業貸款 擔保人的陷阱」（日语：難波金融伝・ミナミの帝王）（2000年8月11日公開）—飾 青島實
- 哥吉拉×摩斯拉×機械哥吉拉 東京SOS（2003年12月13日公開，東寶）—飾 新聞直升機記者[1]
- Sugar & Spice 風味絕佳（日语：シュガー&スパイス 風味絶佳）（2006年9月16日公開，東寶）
- 窈窕舞妓（日语：舞妓はレディ）（2014年9月13日公開，東寶）—飾 樂器大師
- 三大怪獸美食家（2020年6月6日公開，PAL企劃（日语：パル企画））—飾 美食記者

### 電視

#### 電視劇
- （1990年2月25日，東京電視台）
- 世界奇妙物語 第1系列 第2話「死後的苦難」（1990年6月28日，富士電視台）
- 電影般的戀愛（日语：映画みたいな恋したい）「龍鳳配」（1991年4月6日，東京電視台）
- 刑事貴族3（日语：刑事貴族）（1992年4月17日—12月25日，日本電視台）—飾 吉本和彥
- 白鳥麗子是也！ (富士電視台版)（1993年1月14日—2月11日，富士電視台）—飾 高田
- 好老婆（日语：ええにょぼ）（1993年4月5日—10月2日，NHK綜合）
- （1995年，東京電視台）—飾 政吉
- 無家可歸的小孩（1994年4月16日—7月2日，日本電視台）—飾 銀行員
- 週一電視劇特集（日语：月曜ドラマスペシャル） 淺見光彥系列7（日语：浅見光彦シリーズ (TBSのテレビドラマ)#辰巳琢郎版（第1作 - 第13作/1994年 - 2000年）） 「風葬之城」（1996年9月30日，TBS）—飾 平野洋一
- 我們的勇氣～未滿都市 第10章「最後的勇氣」（1997年12月20日，日本電視台）—飾 電視台製作人
- 週二懸疑劇場 律師朝日岳之助（日语：弁護士・朝日岳之助） 「溫情搜査 ～流入尾道海峽的浮屍頸部的雙重壓痕～」（1999年7月13日，日本電視台）—飾 町田伸郎
- 搬運你的人生！（日语：あなたの人生お運びします!） 第9話「出事了!! 顧客被搶了」（2003年6月5日，TBS）—飾 播報員
- 被迫歸來的33分偵探 第12話「大阪·搞笑藝人殺人事件」（2009年4月11日，富士電視台）
- 0號室的客人（日语：0号室の客）（2009年10月23日—2010年3月19日，富士電視台）
- 全開女孩 第9話「你的存在阻礙了她的未來！」（2011年9月5日，富士電視台）—飾 會說話的河馬食太郎（配音）
- 鈴子之戀 ～京蝶蝶女人的故事～（日语：鈴子の恋）（2012年1月5日—3月30日，東海電視台）—飾 御子柴
- 表參道高校合唱部！ 第1話（2015年7月17日，TBS）—飾 本人
- 警視廳 搜查一課長（日语：警視庁・捜査一課長） season5 最終話（2021年6月17日，朝日電視台）—飾 新川徹
- PORTAL-X ～門對面的觀察記錄～ 第1話（2024年1月12日，WOWOW）[12][13]
- 不合適也要有個限度！ 第8話（2024年3月15日，TBS）—飾 2024年的秋津睦實[14]

#### 綜藝節目
- 你能解釋一下嗎？（日语：あなた説明できますか?）（MBS）
- 我想看！我想居住！Wakuwaku公寓（日语：見たい!住みたい!wakuwakuマンション）（宮城電視台）
- 輕鬆烹飪（日语：セイシュンの食卓）（朝日電視台）
- TV搗蛋猛獁象（日语：TVおじゃマンモス）（日本電視台）
- 阿藤快、彥摩呂的想吃哪種套餐（日視PLUS & 科學（現日視PLUS（日语：日テレプラス ドラマ・アニメ・音楽ライブ）））
- （大阪電視台）
- 電視冠軍（東京電視台）
- 來去兜兜風（日语：ドライブ A GO!GO!）（東京電視台）—每月一次與阿藤快（日语：阿藤快）、內山信二（日语：内山信二）、寫真偶像等人一起演出
- 彥摩呂的東京甜點天堂（2008年5月—，日視PLUS）—每月1回
- 戀愛百景（日语：恋愛百景） 第116話「彥麻呂企劃製作 美味的約會」（2009年3月2日，朝日電視台）—飾演內藤理沙（日语：内藤理沙）的叔叔，指導她約會吃飯的禮儀。
- 天才兒童MAX「新春特別節目冬季合宿2010 in 山梨」（2010年1月4日，NHK教育）
- 彥摩呂的B級美食天國（日语：彦摩呂のB級グルメ天国）（2009年9月—2012年3月，美食與旅遊美食電視（日语：食と旅のフーディーズTV））—主要主持人兼記者。與手島優（日语：手島優）共同演出。
- Pokapoka（日语：ぽかぽか）「新鮮出爐又Pokapoka，日本最快!? 便利商店新商品發表會」（2023年，富士電視台）

#### 情報
- （日本電視台）
- NNN News即時新聞（日语：NNN Newsリアルタイム）（日本電視台）—作為「即時特集」記者不定期演出
- （東海電視台）
- 地膽帶路日本遊（日语：朝だ!生です旅サラダ）（ABC電視台，—2009年3月）—記者
- 週六特別節目（日语：土曜スペシャル (テレビ東京)）（東京電視台）
- 刺激！購物樂園島（日语：痛快!買い物ランドSHOPJIMA）（東京電視台）
- （每週四2021年10月—，RKB每日放送）—評論員
- 週末放克者（日语：サタデーファンキーズ）（2022年4月30日—，岩手可愛電視台）—作為記者準常駐演出

#### 其它
- （BS富士）—與有野晉哉、齋藤洋介（日语：斎藤洋介）等人隔日演出
- 今日料理大賞（日语：きょうの料理大賞）（2004年度。同年12月播出。NHK綜合）
- NEP LEAGUE（日语：ネプリーグ）（富士電視台）
- 賽馬場達人（日语：競馬場の達人）（2010年10月31日播出。綠色頻道（日语：グリーンチャンネル））
- 彥摩呂的多功能炊具 烹飪寶石箱（2022年7月—，QVC JAPAN）

### 廣播節目
- 閒話時間（TBS電台）
- 彥摩呂的喚醒沉睡孩子的大廣播（TBS電台）
- 濱松町一丁目 文化食堂（文化放送）
- 彥摩呂的All Night-NIPPON（日语：オールナイトニッポン） 2部（日本放送）
- FBC電台週六特別節目（日语：FBCラジオ土曜スペシャル）擴大版「彥摩呂的三星廣播電台」（2009年6月13日，FBC電台）—每月特別節目
- FINE DAYS！（日语：FINE DAYS!）星期一「彥摩呂的今天也滿福！DAY」（2016年8月1日—，東海電台）
- （2023年12月4日—8日，STV電台)

### 舞台
- 舞台（2022年6月17日—19日，COOL JAPAN PARK OSAKA TT大廳／6月22日—26日，博品館劇場）[15]
- Bunkamura Production 2025（2025年8月—9月，世田谷公共劇場（日语：世田谷パブリックシアター）／9月，J:COM北九州藝術劇場（日语：北九州芸術劇場）／10月，森之宫Piloti Hall（日语：森ノ宮ピロティホール）／10月，東海市芸術劇場（日语：ユウナル東海））[16]

### 廣告
- 出前一丁（日清食品）
- 美國洋芋片（明治製）
- Circle K Sunkus
- 7-Eleven
- WONDA AFTER SHOT（日语：WONDA）（朝日飲料）[注 7]
  - （2007年4月17日—）
  - （2007年4月17日—）
- 黑烏龍茶（日语：サントリー黒烏龍茶）（三得利）—作為動畫角色出現，並與《黑色推銷員》裡的喪黑福藏（聲：大平徹）共同演出。
- RECRUIT「TOWNWORK（日语：タウンワーク）」（2014年）—飾 超市常客
- 明治（2015年11月—）[注 8]

### 原創影片、DVD
- 爆走追蹤軍團5「激戰！香港黑手黨VS女追蹤者」（日语：爆走トラッカー軍団）（1994年9月10日，KSS（日语：ケイエスエス））—飾 健
- 與創價學會成員久本雅美共同主持創價學會影片系列。
  - Future -邁向無限的未來-（2000年，Shinano企劃（日语：シナノ企画））
  - Future2（2001年，Shinano企劃）
- 活潑健康的生活 醫學中的身心（2004年，Shinano企劃）
- 心靈的寶藏 美食記者彥麻呂的挑戰（2011年，Shinano企劃）

### 動畫

#### 外語配音
- 101忠狗假期幻想曲 the movie（日语：101匹わんちゃん Go Go! ダルメシアン!!）（1998年，華特迪士尼公司）—飾 彭哥

## 腳註

## 外部連結
- 彥摩呂｜太田Production （日語）
- （日語）—彥摩呂的官方個人部落格。
- 彥摩呂的Instagram帳戶 （日語）
- （日語）